# Quinta Essentia Quarteto
Das Quinta Essentia Quarteto ist ein brasilianisches Blockflötenensemble.
Das Ensemble wurde 2006 in São Paulo auf die Initiative von Renata Pereira und Gustavo de Francisco gegründet. Die weitere Besetzung des Ensembles wechselte häufig. Mitwirkende Musiker waren Felipe Araujo, Fernanda De Castro, Vinícius Chiaroni, Erick Fernandez, Pedro Ribeirão, Marina Mafra und Francielle Paixão. Konzertreisen führte die Gruppe nach Australien, Portugal, Frankreich, Bolivien, Namibia, China, Italien, Deutschland und in die USA. Das Quartett spielt neben Barock- und Renaissanceblockflöten auch viereckige Blockflöten von Herbert Paetzold und von Adriana Breukink entworfene Eagle-Blockflöten. Alle Mitglieder der Gruppe sind auch als Blockflötenlehrer tätig.

## Tondokumente
- La Marca. 2008.
- Falando Brasileiro. 2014.
- The Art of Fugue. Ars Produktion. 2017.
- Caboclo. Ars Produktion 2019.